# Сет Годин
Сет Годин (на английски: Seth Godin) е американски експерт по маркетинг и автор на бизнес книги в областта. Завършва компютърни науки и философия, а впоследствие получава магистърска степен по бизнесадминистрация.
На български са издадени бестселърите му „Лилавата крава“, „Дълбоките води“ и др.
Сет Годин е автор на най-популярния маркетингов блог в света.
Негови са думите „Вместо да бъдат учени, най-добрите маркетолози са художници“ – из книгата „Всички търговци са лъжци“.
„Не търсете потребители за продуктите си, търсете продукти за потребителите си.“ – Сет Годин